# Изобиљни
Изобиљни (рус. Изобильный) град је у Русији у Ставропољском крају.

## Географија
Површина града износи 28,0 km².

## Становништво
| 1939. | 1959.  | 1970.  | 1979.  | 1989.  | 2002.  | 2010.  |
| ----- | ------ | ------ | ------ | ------ | ------ | ------ |
| 6.700 | 11.130 | 23.210 | 29.171 | 32.970 | 38.926 | 40.555 |